# Rede Jangadeiro FM
Rede Jangadeiro FM (ou também Jangadeiro FM) é uma rede de rádio brasileira do estado do Ceará. Sua emissora geradora está sediada na capital Fortaleza, e cobre 80% do estado com suas seis filiais. Pertence ao conglomerado de mídia Jangadeiro, que também controla a TV Jangadeiro, de propriedade de Tasso Jereissati.

## Emissoras

### Atuais

#### Geradora de rede
| Emissora                | Frequência | Cidade, UF    | Prefixo | RDS |
| ----------------------- | ---------- | ------------- | ------- | --- |
| Jangadeiro FM Fortaleza | 88,9 MHz   | Fortaleza, CE | ZYC 417 | Não |

#### Filiais
| Emissora                        | Frequência | Cidade, UF            | Prefixo | RDS |
| ------------------------------- | ---------- | --------------------- | ------- | --- |
| Jangadeiro FM Cariri            | 97,5 MHz   | Crato, CE             | ZYV 765 | Não |
| Jangadeiro FM Cariri            | 92,7 MHz   | Barbalha, CE          | ZYV 398 | Não |
| Jangadeiro FM Crateús           | 92,1 MHz   | Crateús, CE           | ZYV 343 | Não |
| Jangadeiro FM Iguatu            | 103,1 MHz  | Iguatu, CE            | ZYV 342 | Não |
| Jangadeiro FM Limoeiro do Norte | 100,1 MHz  | Limoeiro do Norte, CE | ZYS 810 | Não |
| Jangadeiro FM Quixeramobim      | 98,9 MHz   | Quixeramobim, CE      | ZYV 346 | Não |
| Jangadeiro FM Sobral            | 99,7 MHz   | Sobral, CE            | ZYV 694 | Sim |

### Antigas
- Jangadeiro FM Brejo Santo
- Jangadeiro FM Camocim
- Jangadeiro FM Quixadá